# NGC 2226
NGC 2226 è un ammasso stellare aperto nella costellazione dell'Unicorno a sud dell'equatore celeste e rappresenta il nucleo di NGC 2225.

## Scoperta
L'oggetto fu scoperto tra il 1882 e il 1887 da Edward Emerson Barnard.